# Harpalyce alainii
Harpalyce alainii är en ärtväxtart som beskrevs av Leon. Harpalyce alainii ingår i släktet Harpalyce och familjen ärtväxter. Inga underarter finns listade i Catalogue of Life.